# ياسمين أنداماني
ياسمين أنداماني (الاسم العلمي:Jasminum andamanicum) هو نوع من النباتات يتبع جنس الياسمين من الفصيلة الزيتونية.